# Srīharikota Island
Srīharikota Island är en ö i Indien.   Den ligger i delstaten Andhra Pradesh, i den södra delen av landet, 1 700 km söder om huvudstaden New Delhi.